# Snabba cash
Snabba cash é um filme policial sueco de 2010, realizado por Daniel Espinosa e protagonizado por Joel Kinnaman, Matias Varela e Dragomir Mrsic. O argumento foi escrito por Maria Karlsson, baseado no romance homónimo de 2006 escrito por Jens Lapidus. O filme teve duas sequências, lançadas em 2012 e 2013.

## Sinopse
Johan Westlund, mais conhecido por JW, é um promissor estudante da Escola de Economia de Estocolmo, originário de Norlândia, uma região do norte da Suécia. Ele vive numa residência universitária e trabalha ilegalmente como taxista para financiar um estilo de vida, baseado nas aparências e acima das suas possibilidades, entre os jovens ricos de Estocolmo. A paixão por uma rapariga das classes altas e a vontade de estar à sua altura leva-o ao mundo do crime organizado, envolvendo-se com criminosos no negócio da cocaína.

## Elenco
| Ator/Atriz                | Personagem            |
| ------------------------- | --------------------- |
| Joel Kinnaman             | Johan Westlund ("JW") |
| Matias Varela             | Jorge Salinas Barrio  |
| Dragomir Mrsic            | Mrado Slovovic        |
| Lisa Henni                | Sophie                |
| Mahmut Suvakci            | Abdulkarim            |
| Jones Danko               | Fahdi                 |
| Lea Stojanov              | Lovisa                |
| Dejan Čukić               | Radovan Kranjic       |
| Miodrag Stojanovic        | Nenad                 |
| Joel Spira                | Nippe                 |
| Christian Hillborg        | Jetset-Carl           |
| Jan Waldekranz            | pai de Carls          |
| Annika Ryberg Whittembury | Paola Salinas Barrio  |
| Fares Fares               | Mahmoud               |